# Wirnpa
Wirnpa is een regenmakende slang, die volgens de overlevering van de Aborigines in de Droomtijd het land rond de Percival Lakes in Wirnpa country (Australië) schiep en waarvan de afbeelding werd gebruikt om buitenstaanders af te weren.